# Елизабета Георгиев
Елизабета Георгиев (Димитровград, 24. мај 1975) српска је књижевница, преводилац, ауторка драмских текстова за децу. По образовању је докторка филолошких наука.

## Биографија
Рођена је у Димитровграду а тренутно живи у селу Смиловци где је и одрасла. Основну школу је завршила у Смиловцима, средњу школу у Димитровграду а завршила је Филолошки факултет Београд. Докторирала је на истој високошколској установи са дисертацијом Бугарски извори о читалиштима у Србији 2023. године.
Као дипломирана библиотекарка саветница је радила у библиотеци „Детко Петров“ од 2000. до 2024. године. Када је почела да ради у Библиотеци, основала је Песничку радионицу коју је похађало преко 500 деце.
У истој установи је била в.д. директора 2013. године.
Њена књижевна активност је обухватила рад на оба језика - српском и бугарском. Она је добитница бројних награда и признања за свој рад, укључујући признање и награду Општине Димитровград, и награде Селимир В. Милосављевић за допринос и залагање у области драмске уметности намењеној деци 2018. године у Јагодини.
Њени драмски текстови за децу су извођени на сценама у Србији, Бугарској и Републици Српској. Поред тога, она је ауторка и уредница двojeзичних телевизијских емисија за децу, "Клинци и хлапета" и "Попонајци". Као један од блиских сарадника Удружења „Емблема" и „FAR"-а, она је такође уредница часописа за децу и младе "Фарче".
Георгиева је чланица редакције часописа Библиотека који издаје Народна библиотека „Свети Ћирило и Методије“ у Софији. Преводила је радове библиотекара из Србије који су објављивани у часопису.
Издала је и неколико књига од којих су најпопуларнији наслови: Када и Сунце мјауче, Путоказ за сновотрагаче, Одбачене приче, У жбуњу погледа, Три лица и птица, Још десет корака књиге, Ћошак иза ћошка, Шуш и миш у библиотеци...